# Zastava Malte
Zastava Malte je vertikalna dvobojnica jednake veličine polja, s bijelom bojom ka jarbolu. Ta dvobojnost prisutna je i na malteškom grbu. Tradicionalno se smatra da ove boje potječu od Rogera I. od Sicilije iz 1091. godine, ali to je samo legenda razvijena tijekom vremena.
U gornjem jarbolnom kantonu nalazi se križ kralja Georgea, uokviren crveno. Ovaj orden dodijeljen je Malti za izuzetnu hrabrost tijekom Drugog svjetskog rata. Ovakva zastava usvojena je po neovisnosti Malte 21. rujna 1964. godine. Po tome što na svojoj zastavi ima orden druge države, Malta je jedinstvena u svijetu.
Pomorska zastava je potpuno drukčija. Sastoji se od crvenog polja s bijelim obrubom na kojem se nalazi malteški križ.

## Vanjske poveznice
- Flags of the World